# Miss Mundo 1984
O 33º Concurso Miss Mundo aconteceu em 15 de novembro de 1984 no Royal Albert Hall de Londres, Inglaterra, Reino Unido. Foram 72 participantes e a vencedora foi Astrid Carolina Herrera, da Venezuela. 